# Teledeporte
Teledeporte est une chaîne de télévision thématique espagnole appartenant à la Radiotelevisión Española et centrée sur le sport.

## Historique
Teledeporte commence ses émissions dès le 12 février 1994 via le satellite Hispasat et a commencé a couvrir les jeux olympiques 1994 de Lillehammer. Elle est la première chaîne sportive créée en Espagne avant Sportmanía.

### Identité visuelle (logo)

Logo de Teledeporte de 2005 à 2008.
Logo de Teledeporte depuis 2008.

## Programmes
Cette chaîne qui est née le 12 février 1994 représente une chaîne spéciale sport ! Et son propriétaire est Radiotelevision Espanola.
- Estudio Estadio
- Liga Feminina
- Tour de France

## Annexe